# Seeth-Ekholt
Seeth-Ekholt là một đô thị tại huyện Pinneberg, trong bang Schleswig-Holstein, nước Đức. Đô thị này có diện tích 6,89 km², dân số thời điểm 31 tháng 12 năm 2006 là 846 người.